# Costa de' Nobili
Costa de' Nobili är en ort och kommun i provinsen Pavia i regionen Lombardiet i Italien. Kommunen hade 396 invånare (2018).